# Геральд Майр
Геральд Майр (нім. Gerald Mayr) — німецький палеонтолог, фахівець з викопних птахів. Відомий дослідженнями палеогенової орнітофауни Європи.
У 1997 році захистив докторську дисертацію у Гумбольдтському університеті на тему «Сиворакшоподібні і дятлоподібні дрібні птахи з центрального еоцена Месселя (Гессен, Німеччина)». З цього року працює куратором відділення орнітології Сенкенберзького дослідницького інституту у Франкфурті-на-Майні.